# Martin Linnes
Martin Linnes (Kongsvinger, 1991. szeptember 20. –) norvég válogatott labdarúgó, a Molde hátvédje.

## Sikerei, díjai
- Molde
- Norvég bajnok: 2012, 2014, 2022
- Norvég kupa: 2013, 2014, 2021–22